# Kite (musikgrupp)
Kite är en elektronisk indieduo bestående av Nicklas Stenemo och Christian Hutchinson Berg.  Bandet startade 2008 och har släppt två album och sex EP.

## Biografi
Niklas Stenemo har tidigare varit medlem i Växjö-banden The Mo och Melody Club medan Christian Hutchinson Berg spelat med Yvonne och Strip Music
Både Stenemo och Berg spelar synt på scen och Stenemo sköter sången. Musikstilen har av en recensent beskrivits som "storvulen elektronisk pop".
Bandet har turnerat i Sverige, Tyskland, USA och Kina. Kite har blivit hyllade för sin spektakulära scenshow, inte minst för sina spelningar på Cosmonova i Stockholm. Efter två års tystnad på grund av Stenemos utbrändhet gjorde bandet comeback 2019 med tre utsålda konserter på Slaktkyrkan i Stockholm.[källa behövs]
2019 hade de en konsert på Kungliga Operan tillsammans med delar av Kungliga Hovkapellet med bildprojektioner av konstnären Andreas Nilsson och musikaliska arrangemang av tonsättaren Jonas Valfridsson. Vid biljettsläppet kraschade Kungliga Operans biljettsystem två gånger om. Evenemanget spelades in och har sänts på SVT och SVT Play.
Hösten 2022 åkte Kite ut på sin första regelrätta Sverigeturné på över tio år och besökte åtta svenska städer. Den 2 september 2023 gjorde Kite sin dittills största spelning någonsin på ett utsålt Dalhalla utanför Rättvik.
Den 1 februari 2025 spelade Kite på Avicii Arena. Detta var en konsert på is, vilket var första gången för både Kite och arenan. Vid spelningen medverkade konståkare från Helsinki Rockettes samt gästartister såsom Nina Persson, Henric de la Cour och Anna von Hausswolff.

## Diskografi

### Album
- 2020 – Kite at the Royal Opera
- 2024 – Kite VII

### EP
- 2008 – Kite, släpptes 1 oktober 2008

1. Ways to Dance
2. My Girl and I
3. Say it ain't So
4. Learn to Like it

- 2009 – Kite II, släpptes 16 oktober 2009

1. Looking For Us
2. What Have I Done
3. Hills
4. Cannonballs
5. I Give You the Morning

- 2010 – Kite III, släpptes 22 september 2010

1. Jonny Boy
2. If There's an If In Us
3. A Little More Time
4. Hexx
5. Castle of Sand

- 2011 – Kite IV, släpptes 21 september 2011[16]

1. I Just Wanna Feel
2. Step Forward
3. Victorious
4. Stand Back
5. Closing My Heart

- 2013 – Kite V, släpptes 8 maj 2013

1. Wishful Summer Night
2. Dance Again
3. The Rhythm
4. It Can't Stand
5. If You Want Me

- 2015 – Kite VI, släpptes i början av 2015

1. Up For Life
2. It's Ours
3. Count The Days
4. True Colours
5. Nocturne

### Singlar
- 2017 – Demons & Shame

1. Demons & Shame 5:29

- 2019 – Tranås/Stenslanda, släpptes november 2019

1. Tranås/Stenslanda 4:34
2. Hopelessly Unholy (Orchestral Version) 6:11

- 2020 – Teenage Bliss / Bowie ´95, släpptes 5 augusti 2020

1. Teenage Bliss 3:10
2. Bowie ´95 4:28

- 2020 – Hand Out the Drugs / Changing, släpptes 15 oktober 2020

1. Hand Out the Drugs 5:32
2. Changing 3:29

- 2022 – Panic Music / Bocelli, släpptes 29 april 2022

1. Panic Music 4:46
2. Bocelli 4:47

- 2023 – Don't take the light away, släpptes 26 april 2023

1. Don't take the light away 5:59

- 2023 – Don't take the light away / Remember me, släpptes 18 augusti 2023

1. Don't take the light away 5:59
2. Remember me 8:05

- 2024 – Losing / Glassy Eyes

1. Losing
2. Glassy Eyes

- 2025 – Heartless Places / Heaven & Hell

1. Heartless Places
2. Heaven & Hell